# C10H14FN
化学式C10H14FN的化合物（摩尔质量：167.227 g/mol）可以指：
- 2-氟甲基苯丙胺，CAS号：1017176-48-5
- 3-氟甲基苯丙胺，CAS号：1182818-14-9
- 4-氟甲基苯丙胺，CAS号：351-03-1 ，盐酸盐CAS号：52063-62-4

|  | 这个同类索引页列出了具有相同分子式的化学物（即同分異構體）条目。 除非您是有意链接至本页，否则应将相应条目的内部链接指向正确的条目。 |